# Anastasia Biseniek
Anastasia Alexándrovna Biseniek (en ruso: Анастасия Александровна Бисениек; Dno, Gobernación de Pskov, Imperio ruso, 1899 - Zapoliane, óblast de Pskov, Unión Soviética, 13 de octubre de 1943) fue una partisana soviética líder de la organización clandestina de Dno en el óblast de Pskov al noroeste de Rusia. A unos 20 kilómetros al este de la frontera con Estonia, la organización proporcionó información importante a los servicios de inteligencia soviéticos, así como a exploradores y partisanos además de proporcionar armas y explosivos. Como empleada en el depósito de un cruce ferroviario, pudo ayudar a los partisanos a sabotear equipos y mercancías muy necesarios para los alemanes. El 8 de mayo de 1965 se le concedió, póstumamente, el título de Heroína de la Unión Soviética, más de veinte años después de que fuera asesinada en el campo de concentración de Zapolianski.

## Biografía

### Infancia, adolescencia y años de preguerra.
Anastasia Biseniek nació en 1899 en la ciudad de Dno en la gobernación de Pskov, entonces parte del Imperio ruso en el seno de una familia formada por Alexander Pavlovich Finogenov, quien trabajaba como guardavías y acoplador en la estación de tren de Dno, y su esposa, Glykeria Stepanovna. La familia Finogenov tuvo ocho hijos: cuatro hijos (Alexander, Vasili, Pável y Serguéi) y cuatro hijas (Anastasia, Eugene, Elizabeth, Klavdia). El padre de Anastasia, Alexander Finogenov, fue reclutado en el Ejército Imperial Ruso en 1914, unos años más tarde fue desmovilizado después de ser herido durante la Guerra civil rusa y declarado no apto para el servicio, regresó a Dno para reparar botas y se ganó la reputación de ser un buen zapatero.
Después de completar la escuela primaria, Anastasia trabajó en la estación de tren de Dno hasta 1914, cuando su padre se fue al ejército y organizó su traslado a Petrogrado para trabajar en una fábrica textil. En 1917, pocos días antes de la Revolución de Octubre, su amante a quien había conocido mientras trabajaba en Petrogrado fue asesinado durante una patrulla nocturna; y que trabajó durante mucho tiempo en la clandestinidad bolchevique.

### Matrimonio, parto y vida en Letonia
En 1919, regresó a Dno y consiguió un trabajo en un internado en una escuela de ferrocarril, y en 1921 se casó con un refugiado letón Fiodor Biseniek y tomó su apellido, y pronto nació su hijo Yuri. En 1922, Fiodor recibió permiso para regresar a Letonia, donde permanecía su familia, y se fue sin avisar a Anastasia. Sin él saberlo, fue con su hijo pequeño a buscar a su marido, cruzó ilegalmente la frontera y durante diez años vivió en Letonia, trabajando en trabajos poco cualificados y dando a luz a su segundo hijo, Constantine.

### Regreso a casa y arresto
En 1932, diez años después. A través de conexiones personales con funcionarios de alto rango como Mijaíl Kalinin, pudo regresar a Dno, donde encontró empleo trabajando en una estación de carga y más tarde como conductora de trenes. En 1937 fue arrestada por la NKVD durante la Gran Purga por haber abandonado la Unión Soviética, pero fue liberada hasta el 6 de junio de 1938 cuando fue arrestada nuevamente y sentenciada a diez años de prisión el 27 de octubre por violar el artículo 58 del Código Penal de la RSFS de Rusia . El 18 de septiembre de 1939 el caso fue sobreseído y la sentencia fue revocada. Después de ser liberada, conoció a Vasili Zinovev, quien en ese momento era el presidente del comité ejecutivo del distrito de Dnovsky, y más tarde se convirtió en el comandante de un destacamento partisano.

## Segunda Guerra Mundial

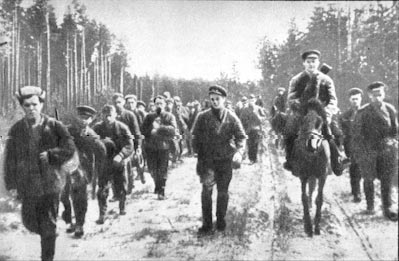
Partisanos soviéticos en Bielorrusia en 1944

### Actividades partisanas en el área de Dno
El 18 de julio de 1941, cuando el comité de distrito del Partido Comunista se preocupó por la posibilidad de que el 22.º Cuerpo de Fusileros se retirara de la ciudad de Dno debido al imparable avance alemán, el partido formó un destacamento de partisanos. Zinovev fue nombrado comandante de la unidad, un miembro del partido llamado Timokin se convirtió en comisario y el hijo mayor de Anastasiya, Yura, se convirtió en partisano de la unidad.
Antes de que la unidad abandonara la ciudad de Dno para luchar contra los alemanes que se acercaban, el liderazgo de la unidad se puso en contacto con Anastasiya y le pidió que sirviera como líder de la parte de la unidad que se quedaba en Dno. Su trabajo consistiría en organizar la observación de la situación en la ciudad y en la estación de tren, transmitir información a los partisanos que ocasionalmente habían abandonado el bosque, celebrar reuniones en su apartamento e interrumpir los equipos de comunicación y transporte alemanes para obstaculizar el avance alemán hacia Leningrado. Para hacerlo, tendría que permanecer en la ciudad, y cuando se le dio la oportunidad de evacuar la ciudad con su hijo pequeño, se negó; solo un día después, el 19 de julio de 1941, la ciudad fue tomada por tropas alemanas.
En su primer viaje al depósito de locomotoras después de la ocupación alemana de la ciudad, se encontró con un ex soldado del Ejército Blanco que luchó en la guerra civil rusa y ya colaboraba con los alemanes. Sabiendo que Anastasia había sido arrestada previamente por la NKVD, asumió erróneamente que Anastasiia colaboraría felizmente con los nazis y la invitó a unirse a la nueva administración alemana. Al ver la oportunidad de recopilar más información, fingió estar de acuerdo con el plan.
Después de que la administración de ocupación alemana permitiera la instalación del mercado todos los domingos. Uno de los primeros días en que el mercado estuvo abierto, la hermana de Anastasia, Yevgenia, quien era maestra de escuela en la ciudad de Lukovo, trajo panfletos al apartamento. A petición de Anastasia, estuvo pendiente de los movimientos de las tropas alemanas e informó a Anastasia; también distribuyó panfletos soviéticos a los mecánicos en el depósito de locomotoras del pueblo que se vieron obligados a reparar vehículos para los alemanes. En cada visita a Anastasia distribuía los folletos en la estación donde trabajaba y escribía para un periódico clandestino que circulaba localmente, titulado «Dnovets».
Anastasia reclutó y entrenó a dos jóvenes miembros del Komsomol para la unidad partisana, Zinaida Egorova y Nina Karabanova. Zina Egorova había trabajado como telefonista en una base militar antes de la guerra, y luego como camarera en un comedor en un aeródromo alemán, donde se comunicaba con pilotos y personal técnico. Había cumplido documento de la información que recogió, y luego lo envió al Servicio de Inteligencia del Ejército Rojo. La información ayudó al Ejército Rojo a atacar la sede del aeródromo. 

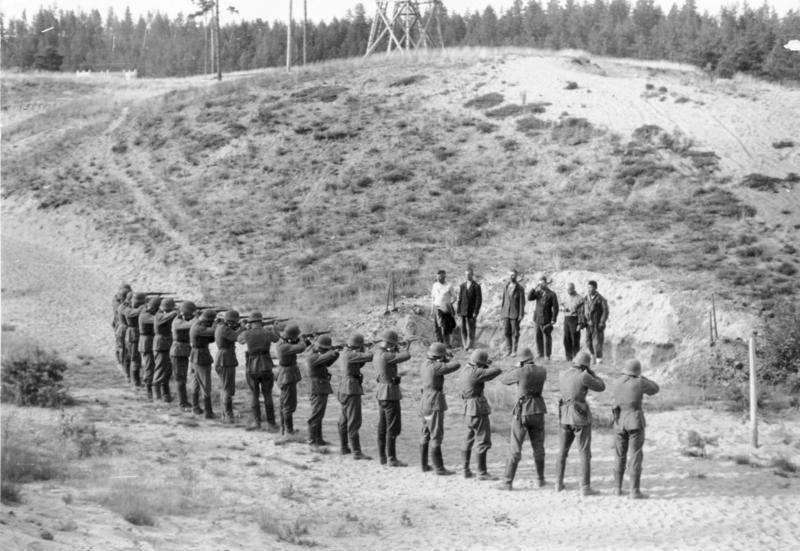
Fusilamiento de un grupo de partisanos por tropas de ocupación nazis

Nina Karabanova, que estaba en la escuela secundaria en ese momento, trabajaba como conserje en una base militar alemana. Más tarde se puso en contacto con prisioneros de guerra soviéticos y les proporcionó alimentos, ropa de civil, medicinas y folletos soviéticos; Cuando uno de los prisioneros de guerra le pidió ayuda a Anastasiya, ella le pidió a Nina que le proporcionara un mapa y una brújula, que fue utilizada por un grupo de prisioneros de guerra para escapar. Posteriormente, Nina se puso en contacto con miembros de la resistencia clandestina en la aldea de Skugra, donde se organizó la fuga de los prisioneros de guerra y su traslado a un destacamento partisano.
Mediante comunicaciones con el maestro de escuela E. Ivanov, Biseniek estableció conexiones con la aldea de Botanog, controlada por los partisanos. En 1942, el agente de inteligencia partidista Dmitri Yakovlev, que trabajaba como maquinista antes de la guerra y escapó del cautiverio alemán, viajó al apartamento de Biseniek para encontrarse con sus padres; pero no llevaba consigo ningún documento de identificación requerido. Cuando un grupo de policías alemanes se le acercó y le pidió ver sus papeles, uno de los policías se dio cuenta de que era un fugitivo y lo arrestó. El arresto de Yakovlev alarmó a Anastasia, y después de su arresto, Yevgenia le pidió a Anastasia que abandonara la ciudad de Dno por su propia seguridad, pero ella se negó, dándose cuenta de que si lo hacía, los nazis arrestarían a todos sus familiares y a cualquier persona con la que hubiera hablado anteriormente. Poco después del arresto de Yakovlev, Anastasiya y Yevgenia fueron convocados por los alemanes para interrogarlos y luego se los mostraron al torturado Yakovlev para ver si Yakovlev los reconocía. Sin embargo, Yakovlev negó tener conocimiento de los dos. A Anastasia y a su hermana se les permitió irse, pero después de marcharse, Yakolev fue asesinado.
El 4 de enero de 1943, hizo que su hijo menor Konstantín fuera a esquiar cerca del puente del ferrocarril, a varios kilómetros de la ciudad, para averiguar las posiciones de las defensas alemanas en el puente y su número. Mientras esquiaba, fue visto por un soldado alemán que abrió fuego contra él con un rifle automático, pero Konstantín no resultó herido en el incidente a pesar de que una de las balas  le partiera el esquí por la mitad. Varios días después, los paracaidistas destruyeron los cañones antiaéreos alemanes montados en el puente, pero Anastasiya no dejó que Konstantin siguiera en misiones de exploración después de sospechar que su hijo mayor, Yura, había muerto en combate.

### Conexiones con el destacamento partisano de Zinoviev

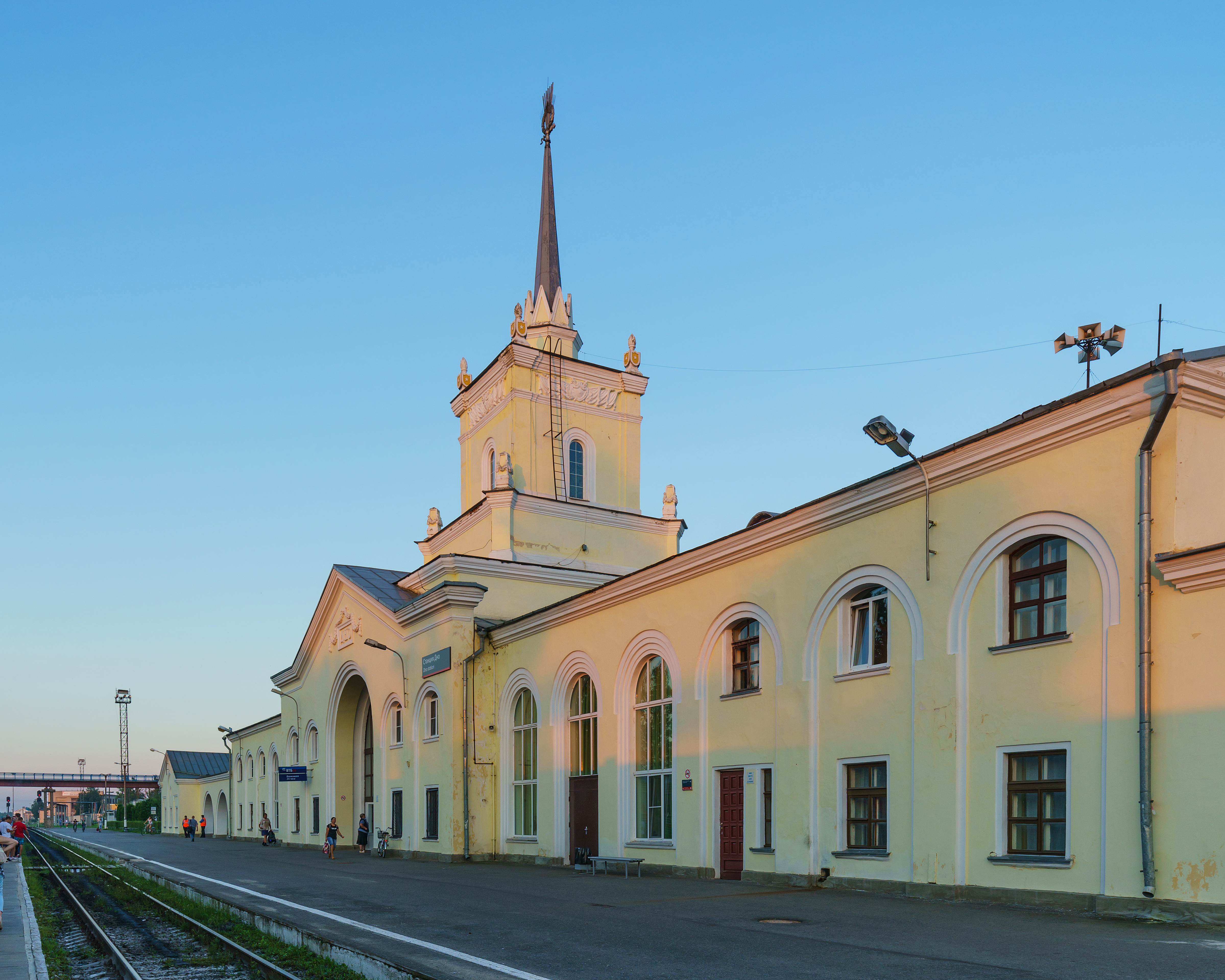
Estación de ferrocarril de Dno, donde Anastasia Biseniek trabajaba

Posteriormente estableció conexiones con la unidad partisana de V. I. Zinoviev a través de su hijo Yura, quien le había proporcionado información sobre el destacamento, que en ese momento estaba ubicado en las afueras de la ciudad cerca del lago Beli. Anastasia luego le contó a su hijo sobre el estado de las cosas en el área, específicamente las ubicaciones deː la oficina del comandante, la compañía de seguridad y el aeródromo improvisado con armas antiaéreas camufladas que protegen un depósito, así como los nombres de los aldeanos locales que colaboraron con los nazis. Los bombarderos soviéticos destruyeron los cañones antiaéreos unos días después. Posteriormente, el destacamento partisano al mando de Vasiliev abandonó la zona tras sabotear carreteras y comunicarse con Anastasia.
El 2 de octubre, el destacamento de Zinoviev organizó un gran ataque en la línea Vyaz'ye-Bakach en Novosokólniki-Bokach, al sur de la estación de Dno. Anastasia actuó como oficial de enlace, proporcionando información sobre el movimiento de las tropas alemanas a Zinoyev después de recibir información de un informante anónimo. Los partisanos destruyeron dos locomotoras, tanques y armas, lo que ralentizó los envíos de equipos. A principios de noviembre, Anastasia informó a Zinoviev sobre una gran cantidad de equipamiento militar fuertemente custodiado que estaba a punto de ser enviado. Un grupo de cinco partisanos, uno de los cuales era su hijo Yura, lanzó una redada nocturna en la estación y saboteó el equipo.
En el invierno de 1941 a 1942, las autoridades alemanas aumentaron la seguridad en la estación de tren, así como en las bases militares y las fábricas, reduciendo el número de operaciones de sabotaje que los partisanos podían ejecutar con seguridad. En enero de 1942, la unidad partisana Druzhny con la que Anastasia había mantenido contacto le informó que durante una batalla en la aldea de Jolm, la 2.ª Brigada Partisana de Leningrado colaboró con el 3.º Ejército de Choque para expulsar a las fuerzas alemanas. Durante la operación, la comandante del destacamento Zinoviev murió en acción y su hijo Yura resultó herido por los disparos, pero otro partisano lo sacó del campo de batalla. Zinoviev recibió el título de Héroe de la Unión Soviética y Yura recibió la Orden al Coraje Personal.

### Operaciones de sabotaje ferroviario
En diciembre de 1941, tres partisanos que participaron en la batalla como parte del 95.º Destacamento, devolvieron a Dno y pusieron a Anastasia a cargo de supervisar el ataque ferroviario. Un partisano le pidió a Anastasia que le proporcionara los explosivos necesarios para la misión, que ella le entregó escondidos en un saco de patatas. En enero, los explosivos se colocaron en el interior del motor de un tren utilizado por el ejército alemán, provocando enormes destrozos. Los partisanos lanzaron un segundo ataque contra un tren, pero fueron arrestados al día siguiente y fusilados en febrero. Anastasia tomó la muerte de sus compañeros partisanos de manera muy personal y sintió que sus muertes fueron culpa suya.
Después de que dispararan al grupo de partisanos que atacaban el tren, se detuvieron los ataques en el ferrocarril, y todos los empleados del depósito que los alemanes consideraban sospechosos fueron despedidos del depósito. Anastasia convenció a los ocupantes alemanes de contratar a un maquinista anciano llamado Filiujin; este se ganó la confianza de los alemanes y se le dio rienda suelta en la estación para que pudiera colocar explosivos que Anastasia le había dado en el depósito. El 23 de febrero colocó un explosivo en el depósito, oculto en una botella de cerveza dentro de una bota. El 25 de febrero hizo explotar una locomotora que acababa de ser reparada, destruyendo el equipo militar que transportaba. La semana siguiente organizó varios ataques en partes del ferrocarril controladas por los alemanes, entregando minas anti-tren a otros maquinistas, diciéndoles que las colocara tan lejos de la ciudad como pudieran y luego huyeran rápidamente.

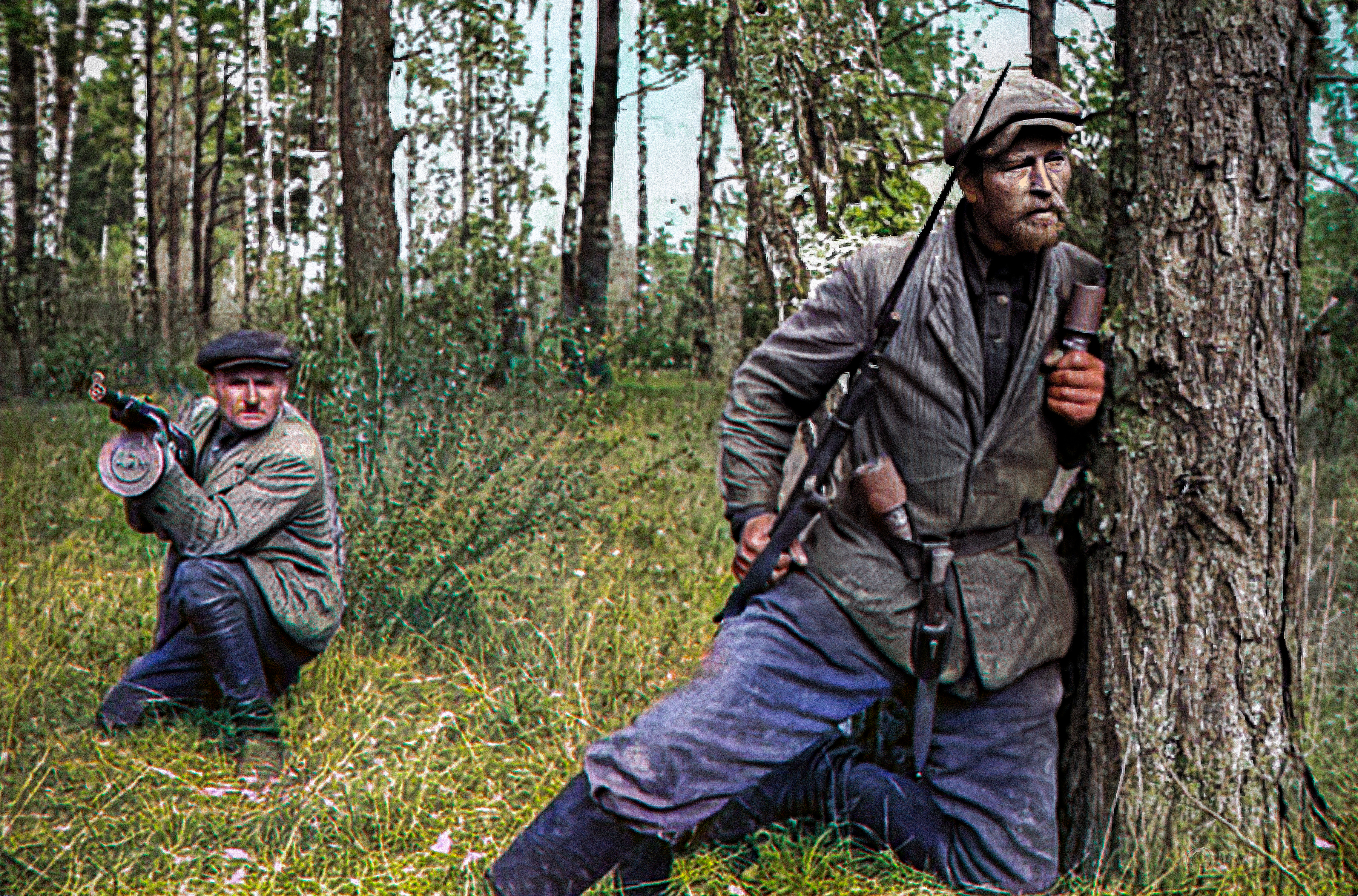
Partisanos soviéticos en Bielorrusia 1943. El partisano de la izquierda lleva una PPD-40 soviética. Su compañero está equipado con un rifle Mosin-Nagant (con bayoneta de fábrica), además de una bayoneta / daga alemana (en la cintura) y dos granadas RGD-33.

## Arresto y muerte

### Primer arresto
En el verano de 1943, fue arrestada por el Geheime Feldpolizei (policía militar secreta de la Wehrmacht). Si bien la policía no tenía pruebas en su contra, un investigador intentó persuadirla para que trabajara para la agencia de contrainteligencia alemana. Anastasia se negó a hacerlo, alegando que estaba ocupada cuidando a sus padres enfermos. El investigador dejó de intentar reclutarla, pero la dejó en la prisión durante un mes antes de ser liberada. Resultó que fue liberada para que se pudiera realizar una vigilancia para ver con quién estaba en contacto. Mientras Anastasia sabía que estaba siendo observada, se reunió con Filiujin y le dijo que también estaba bajo vigilancia. Dos meses después, Filiujin fue arrestado y enviado a un campo de concentración sin que se le informara de ninguna prueba en su contra. Cuando Anastasia regresó a su apartamento, su padre le contó sobre las recientes detenciones masivas de partisanos y exploradores que habían intentado una operación de rescate de prisioneros de guerra retenidos por los alemanes después de que uno de los agentes involucrados en la operación fuera capturado y reveló los nombres de numerosos partisanos. Todos los partisanos que nombró fueron fusilados excepto uno que fue enviado al campo de concentración de Zapolyansky.

### Segundo arresto
Después de que Anastasia se diera cuenta de que probablemente sería arrestada nuevamente, decidió entregar todos los suministros que había acumulado a los partisanos en Leningrado que todavía estaban llevando a cabo campañas de sabotaje. Anastasia ayudó a los partisanos que quedaban en la ciudad que se marcharon en medio de la noche a las aldeas rurales cercanas, encontrando casas seguras para ellos durante un período de tres días. Cuando regresó a Dno se enteró de que habían arrestado a su hijo Konstantín. Ante la sospecha de que su hijo mayor, Yura, había sido asesinado y preocupada por la seguridad de su hijo menor, no se escondió sino que regresó a su apartamento donde esperó a que la policía alemana la arrestara. Fue arrestada casi de inmediato y la policía luego liberó a sus padres y a su hijo Konstantín. Sin embargo, su padre murió poco después.
En agosto de 1943, Anastasia fue enviada a Pórjov, donde agentes alemanes intentaron convencerla para que cooperara y delatara a los restantes miembros de la resistencia clandestina. Anastasiya fue sometida a torturas, lo que la hizo perder el conocimiento varias veces, pero aun así no delató a sus contactos.

### Cautiverio en el campo de concentración de Zapolyansky
Después de que Anastasia se negó a cooperar con los alemanes, fue enviada al campo de concentración de Zapolyansky, que estaba muy cerca de Pórjov. En el campo de Zapolianski, donde fueron detenidos y torturados miembros de la resistencia, partisanos y prisioneros de guerra soviéticos que se negaron a cooperar con las autoridades alemanas. En los 10 meses de existencia del campo, más de tres mil personas fueron asesinados. Durante su cautiverio trató de ayudar a otros prisioneros y se ganó su respeto.
Konstantin, el hijo de Anastasia, se enteró del paradero de su madre y la visitó varias veces, viajando desde Dno y obteniendo permiso para hablar con ella a través de la cerca. Hizo su última visita el 18 de septiembre de 1943, después de que ella le dijera que no viniera más después de darse cuenta de que pronto sería ejecutada y temió que él también fuera arrestado y ejecutado. Ella le dijo que no se quedara en la ciudad sino que viviera en el bosque con los partisanos. Konstantín consideró intentar salvarla, pero se dio cuenta de que él y sus varios compañeros no tenían suficientes recursos para hacerlo. Konstantín dejó la ciudad de Dno con un amigo para unirse a los partisanos en el bosque, y más tarde se convirtió en soldado del Ejército Rojo. Después de su desmovilización, trabajó como ingeniero en Nizhni Taguil y Novgorod.
El 13 de octubre de 1943, Anastasia fue ejecutada por orden del comandante del campo. En noviembre de 1943, el campo fue desmantelado y todos los restos de los prisioneros muertos en los diez meses de existencia del campo fueron quemados en preparación para el avance del ejército soviético. Apenas tres meses después, los Segundo Frente Báltico y el Frente de Leningrado del Ejército Rojo volvieron a tomar el cruce ferroviario de Dno y sus alrededores.

## Reconocimiento

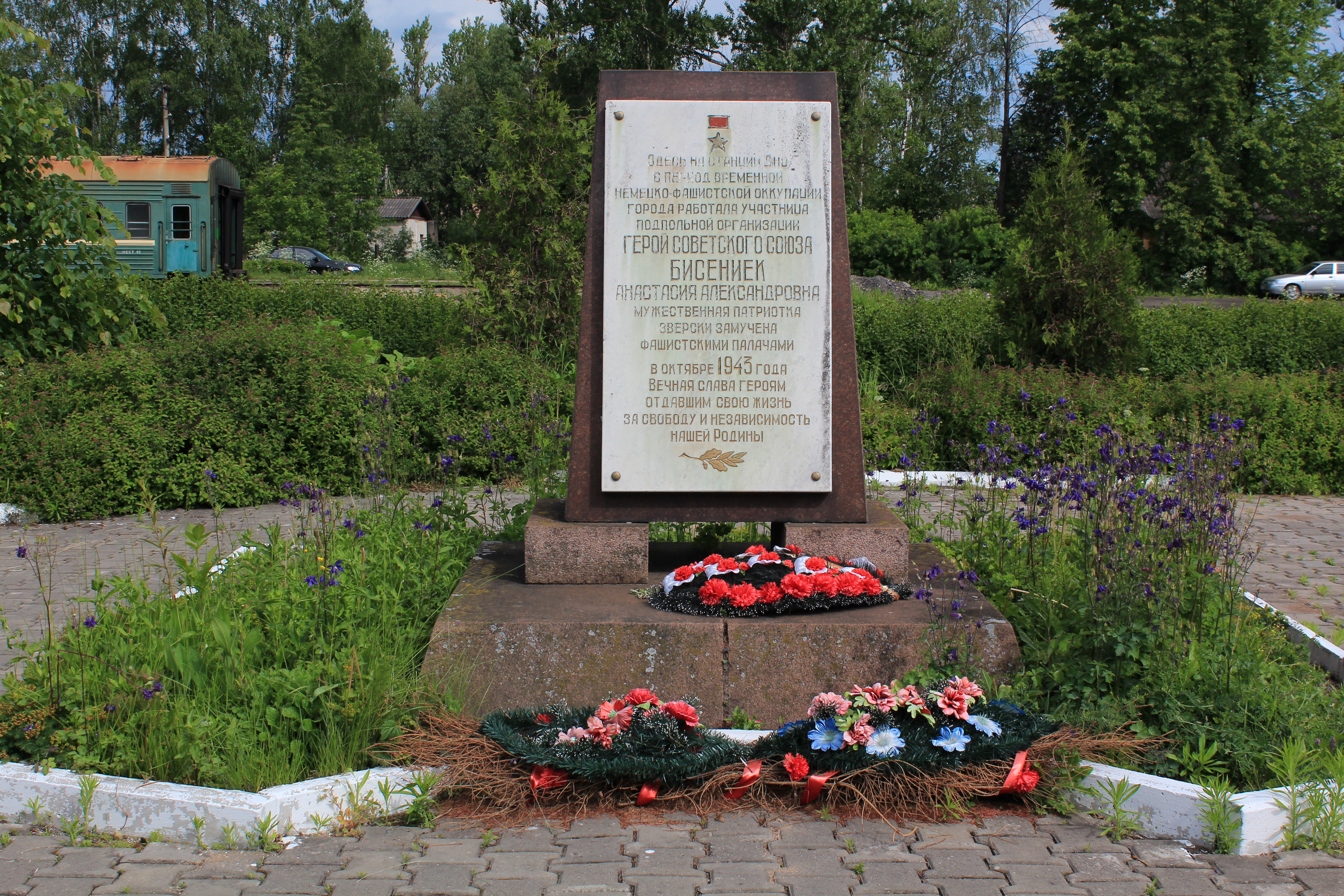
Placa conmemorativa de granito erigida por el gobierno soviético, en la estación de Dno en honor a Anastasiya Alexandrovna Biseniek

En vísperas del vigésimo aniversario de la derrota de los alemanes en la Segunda Guerra Mundial, Anastasia y otros nueve partisanos en la región de Pskov fueron declarados Héroes de la Unión Soviética por decreto del Sóviet Supremo de la Unión Soviética con ocho de las nueve personas. los premios fueron póstumos.
Una gran placa conmemorativa de granito con la inscripción «Aquí, en la estación Dno, durante la ocupación fascista alemana de la ciudad, la heroína de la Unión Soviética Anastasia Alexándrovna Biseniek participó en la resistencia clandestina. La valiente patriota fue brutalmente torturada y ejecutada por los fascistas en octubre de 1943. Gloria eterna a los héroes que dieron su vida por la libertad y la independencia de nuestra Patria». se colocó en la estación de tren de Dno donde trabajaba.
El depósito en Dno contiene un pequeño museo dedicado a la historia de la ciudad durante la ocupación alemana y una calle central en Dno fue nombrada en su honor. En la década de 1980, el historiador ruso Nikolái Vassarionovich Masolov escribió su biografía completa después de hablar con sus familiares y miembros supervivientes de su destacamento partisano